# Fat Jon
Fat Jon, de son vrai nom Jon Marshall, né le 8 septembre 1975 à Cincinnati, dans l'Ohio, est un compositeur et producteur de hip-hop américain. Il est l'un des quatre membres de Five Deez, aux côtés de Pase Rock, Sonic, et Kyle David. Il a participé à la musique de l'anime Samurai Champloo. Fat Jon habite en Allemagne.

## Biographie
Fat Jon fonde le groupe Five Deez sous le nom de Fat Jon the Ample Soul Physician avec Pase Rock. Le duo se lance avec deux EPs en 1999 et 2000, puis publie son premier album Koolmotor en 2001.
Fat Jon publie son premier album solo Humanoid Erotica le 29 octobre 2001 au label Counterflow Recordings,. Il publie son deuxième album, Wave Motion, au label Mush Records, le 30 avril 2002,.
Fat Jon se distingue par ses nombreux alter-égo. On retrouve notamment Fat Jon as Maurice Galactica qui est à l'origine de trois albums studios : Humanoid Erotica, Rapture Kontrolle ainsi que Plaything: Cipher. « Je fais de la musique sous Maurice Galactica avec une personnalité différente. Selon moi, la musique sous Maurice Galactica est plus expérimentale. »

## Discographie

### Albums Solos
- Humanoid Erotica (2001) sous le nom de Maurice Galactica
- Wave MotionWave Motion (2002)
- Lightweight Heavy (2004)
- Afterthought (2006)
- Hundred Eight Stars (2007)
- Repaint Tomorrow (2008)
- Rapture Kontrolle (2012) sous le nom de Maurice Galactica
- God's Fifth Wish (2020)
- Plaything: Cipher (2022) sous le nom de Maurice Galactica

### Albums Collaboratifs
- Koolmotor (2001) avec Five Deez
- The Living Soul (2001)  avec J. Rawls, sous le nom de 3582
- Kinkynasti (2003) avec Five Deez
- Situational Ethics (2003) avec J. Rawls, sous le nom de 3582
- Slow Children Playing (2005) avec Five Deez
- Unique Connection (2005) avec Amleset Solomon, sous le nom de Rebel Clique
- Kommunicator (2006) avec Five Deez
- The Same Channel (2006) avec Styrofoam
- Still Curious (2007) avec Amleset Solomon, sous le nom de Rebel Clique
- Beautiful Killing Machine (2010) avec Sonic Brown de Five Deez, sous le nom de Beautiful Killing Machine
- Broken Silence (2020) avec Amleset Solomon, sous le nom de Rebel Clique
- Healing Through Sounds (2022) avec Kabuki

### Bandes Originales
- Samurai Champloo Music Record: Departure (2004) avec Nujabes
- Samurai Champloo Music Record: Impression (2004) avec FORCE OF NATURE et Nujabes
- Tephlon Funk: The Free Tape (2016)
- Tephlon Funk: The Dope Tape (2020)

### EPs
- Stasis (2000)
- Dyslexic (2000)
- Pretty Pussy Kitty Kat (2001) sous le nom de Maurice Galactica